# Верњаско (Бијела)
Верњаско (итал. Vergnasco) је насеље у Италији у округу Бијела, региону Пијемонт.
Према процени из 2011. у насељу је живело 1608 становника. Насеље се налази на надморској висини од 270 м.